# Hada tenebra
Hada tenebra är en fjärilsart som beskrevs av George Francis Hampson 1903. Hada tenebra ingår i släktet Hada och familjen nattflyn. Inga underarter finns listade i Catalogue of Life.